# Ferguson Shipbuilders
Ferguson Shipbuilders - судостроительное предприятие великобритании, расположенное в городе Глазго.
Это последний оставшийся судостроитель на нижнем течении реки Клайд и единственный на реке - строитель гражданских судов, в основном компания строит паромы-ролкеры.
Компания до сих пор владеет верфью, на которой она была основана в 1903 году.

## История

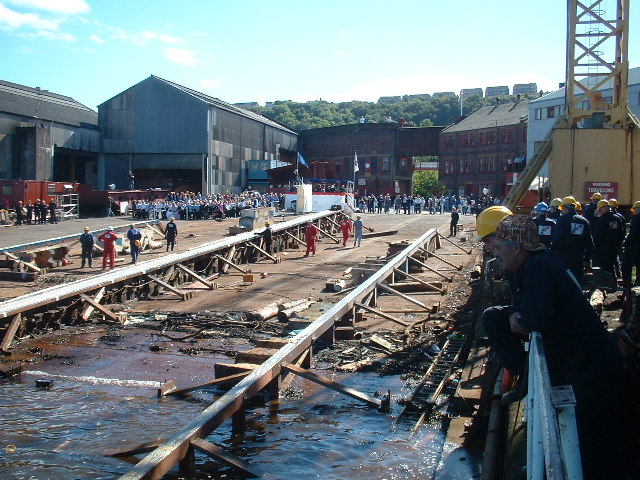
Слип верфи после спуска судна на воду

Компания была основана в 1903 году четырьмя братьями Фергюсонами, взявшими у компани Fleming and Ferguson в аренду верфь Newark yard в Глазго. Братья выкупили верфь в 1907 году.
В 1918 году компания была приобретена компанией John Slater Ltd. (Amalgamated Industries), но в конце 1920-х годов семья Фергюсонов вернула контроль над компанией.
В 1955 году, после смерти одного из братьев - Бобби Фергюсона, долю в компании купила компания Lithgows Ltd, и полностью взяла контроль над компанией в 1961 году.
Компания оставалась как отдельное подразделение в собственности Lithgows Ltd до 1977 года, когда, вместе с остальными судостроительными предприятиями была национализирована и вошла в состав государственной компании British Shipbuilders.
В составе British Shipbuilders компания была объединена с компанией Ailsa Shipbuilding Company в результате чего в 1980 году была создана Ferguson-Ailsa Ltd., но в 1986 году  Ferguson была выделена и объединена с компанией Appledore Shipbuilders - эти две компании составили компанию Appledore Ferguson
К конце 1980-х только две небольшие верфи - Appledore и Ferguson все еще оставались в государственной собственности.
В 1989 году компания была отделена от компании Appledore, приобретена фирмой Clark Kincaid из города Гринок и стала действовать как Ferguson Shipbuilders. В 1990-м компания Clark Kincaid была приобретена компанией Kvaerner и стала называться Kvaerner Kincaid.
В 1991 году компания Ferguson Shipbuilders Ltd. была продана компанией Kvaerner публичной компании Ferguson Marine plc., контроль над которой в 1995 году получила компания Holland House Electrical Group.